# Джонстон, Алистэр
А́листэр Уи́льям Джо́нстон (англ. Alistair William Johnston, род. 8 октября 1998, Ванкувер, Канада) — канадский футболист, защитник клуба «Селтик» и сборной Канады. Основная игровая позиция — правый защитник. Также может сыграть на позиции правого полузащитника.

## Ранняя жизнь, молодёжная карьера
Родился в Ванкувере, в семье канадца и ирландки. Когда Джонстону было четыре года, семья переехала в Монреаль, где он начал заниматься в клубе «Лейкшор». Спустя три года семья Джонстона переехала в Орору, провинция Онтарио, где Джонстон начал заниматься в клубе «Вон». По окончании школы Джонстон поступил в Университет Сент-Джонс в Нью-Йорке. Отучившись два года, Джонстон перевёлся в Университет Уэйк-Форест, где уровень образования и студенческий футбол более развиты, чем в Университете Сент-Джонс. Во время учёбы в университете Джонстон также играл в клубе «Вон Аззурри», выступающей в полупрофессиональной лиге провинции Онтарио.

## Клубная карьера
9 января 2020 года на Супердрафте MLS Джонстон был выбран под общим 11-м номером клубом «Нэшвилл». 25 февраля 2020 года подписал профессиональный контракт с «Нэшвиллом». В составе клуба дебютировал 12 августа 2020 года в матче против «Далласа». 22 сентября 2021 года в матче против «Интер Майами» забил свой первый гол в MLS.
27 декабря 2021 года Джонстон был продан в «Клёб де Фут Монреаль» за $1 млн в общих распределительных средствах и подписал с клубом двухлетний контракт с опциями продления ещё на два года. За канадский клуб дебютировал 23 февраля 2022 года в ответном матче ⅛ финала Лиги чемпионов КОНКАКАФ 2022 против мексиканской «Сантос Лагуны». 14 мая 2022 года в матче против «Шарлотта» забил свой первый гол за «КФ Монреаль».
3 декабря 2022 года было объявлено о переходе Джонстона в клуб чемпионата Шотландии «Селтик» с 1 января 2023 года. Игрок подписал пятилетний контракт с клубом из Глазго. За «Селтик» дебютировал 2 января 2023 года в «Дерби старой фирмы» против «Рейнджерса». 5 марта 2023 года в матче против «Сент-Миррена» забил свой первый гол за «Селтик».

## Международная карьера
23 декабря 2020 года Джонстон был впервые вызван в сборную Канады, в тренировочный лагерь в январе 2021 года. За сборную Канады дебютировал 25 марта 2021 года в матче первого раунда квалификации чемпионата мира 2022 против сборной Бермудских Островов. 29 марта 2021 года в матче против сборной Каймановых Островов забил свой первый гол за сборную Канады. Был включён в состав сборной на Золотой кубок КОНКАКАФ 2021. Был включён в состав сборной на чемпионат мира 2022.

### Статистика в сборной
| 2021  | 18 | 1 |
| 2022  | 15 | 0 |
| 2023  | 3  | 0 |
| Всего | 36 | 1 |

## Достижения
Командные
 «Селтик»
- Чемпион Шотландии: 2022/23
- Обладатель Кубка Шотландии: 2022/23
- Обладатель Кубка шотландской лиги: 2022/23

## Личные сведения
Младший брат Алистэра, Малкольм, на Супердрафте MLS 2023 был выбран клубом «Нью-Йорк Сити».